# Australiens Grand Prix 1992
Australiens Grand Prix 1992 var det sista av 16 lopp ingående i formel 1-VM 1992.

## Resultat
1. Gerhard Berger, McLaren-Honda, 10 poäng
2. Michael Schumacher, Benetton-Ford, 6
3. Martin Brundle, Benetton-Ford, 4
4. Jean Alesi, Ferrari, 3
5. Thierry Boutsen, Ligier-Renault, 2
6. Stefano Modena, Jordan-Yamaha, 1
7. Mika Häkkinen, Lotus-Ford
8. Aguri Suzuki, Footwork-Mugen Honda
9. Christian Fittipaldi, Minardi-Lamborghini
10. Gianni Morbidelli, Minardi-Lamborghini
11. Nicola Larini, Ferrari
12. Jan Lammers, March-Ilmor
13. Johnny Herbert, Lotus-Ford

### Förare som bröt loppet
- JJ Lehto, BMS Scuderia Italia (Dallara-Ferrari) (varv 70, växellåda)
- Emanuele Naspetti, March-Ilmor (55, växellåda)
- Bertrand Gachot, Larrousse-Lamborghini (51, bränslesystem)
- Riccardo Patrese, Williams-Renault (50, motor)
- Ukyo Katayama, Larrousse-Lamborghini (35, differential)
- Andrea de Cesaris, Tyrrell-Ilmor (29, motor)
- Nigel Mansell, Williams-Renault (18, kollision)
- Ayrton Senna, McLaren-Honda (18, kollision)
- Mauricio Gugelmin, Jordan-Yamaha (7, snurrade av)
- Erik Comas, Ligier-Renault (4, motor)
- Michele Alboreto, Footwork-Mugen Honda (0, snurrade av)
- Olivier Grouillard, Tyrrell-Ilmor (0, kollision)
- Pierluigi Martini, BMS Scuderia Italia (Dallara-Ferrari) (0, kollision)

## VM-slutställning
| Förarmästerskapet 1. Nigel Mansell, Williams-Renault, 108 2. Riccardo Patrese, Williams-Renault, 56 3. Michael Schumacher, Benetton-Ford, 53 | Konstruktörsmästerskapet 1. Williams-Renault, 164 2. McLaren-Honda, 99 3. Benetton-Ford, 91 |